# Dresconella
Dresconella nivicola és una espècie d'aranya araneomorfa de la subfamília Erigoninae, dins de la família Linyphiidae. És l'únic membre del gènere monotípic Dresconella.
Fou descrit per primera vegada per J. Denis l'any 1950,

## Distribució
Es pot trobar als Pirineus francesos.